# Mis problemas con las mujeres (álbum)
Mis problemas con las mujeres es el cuarto álbum de estudio del cantante español Loquillo junto a la banda Trogloditas.

## Historia
Publicado en 1987, Mis problemas con las mujeres supuso un auténtico éxito para Loquillo y Trogloditas que consiguieron por este álbum su primer disco de oro. Cuenta con la incorporación a la banda del pianista Sergio Fecé que se hizo presente contribuyendo a la gran variedad de composiciones y estilos que aparecen en este trabajo.
Desde el punto de vista compositivo, contiene aportaciones de todos los miembros de la banda, algo que rompe con la hegemonía compositiva que desde los inicios ejercía Sabino Méndez. Así, encontramos temas firmados por Ricard Puigdomènech como Brisa de abril, Coleccionistas o Algún día moriremos, o del recién incorporado Sergio Fecé, que firma junto al propio Loquillo Las mil y una noches y el tema que da título al disco, Mis problemas con las mujeres. 
En el álbum también encontramos la única canción que Loquillo grabó en catalán, La cançó del Pagès, interpretada a dúo con el cantautor Francesc Pi de la Serra y compuesta por Puigdomènech, Jordi Vila y Josep Simón. 
Sin embargo, vuelven a ser las composiciones de Méndez las que más relevancia cobran con temas como Ya no puedo bailar o Siempre Libre pero, sobre todo, con el sencillo La mataré. Esta última canción es una potente rumba-rock que se convirtió un éxito monumental de la banda, abriéndoles las puestas al reconocimiento masivo, multiplicando el número de conciertos y, con ello, la vida en la carretera, los excesos y los problemas de convivencia.

## Lista de canciones
| N.º | Título                                                          | Duración |  |
| 1.  | «Mis Problemas Con Las Mujeres» (José María Sanz, Sergio Fecé)  | 3:43     |  |
| 2.  | «El Molino» (Sabino Méndez)                                     | 3:35     |  |
| 3.  | «Brisa De Abril» (Ricard Puigdomènech)                          | 4:02     |  |
| 4.  | «Ya No Puedo Bailar» (Sabino Méndez)                            | 3:12     |  |
| 5.  | «La mataré» (Sabino Méndez)                                     | 4:22     |  |
| 6.  | «Los Mejores Años De Nuestra Vida» (Sabino Méndez)              | 3:48     |  |
| 7.  | «Siempre Libre» (Sabino Méndez)                                 | 3:57     |  |
| 8.  | «Coleccionistas» (Ricard Puigdomènech)                          | 3:35     |  |
| 9.  | «Canço De Pages» (Ricard Puigdomènech, Jordi Vila, Josep Simón) | 3:51     |  |
| 10. | «Piratas» (Sabino Méndez)                                       | 2:37     |  |
| 11. | «El Fantasma De Elvis» (Sabino Méndez)                          | 4:14     |  |
| 12. | «Las Mil Y Una Noches» (José María Sanz, Sergio Fecé)           | 4:00     |  |
| 13. | «Algún Día Moriremos» (Ricard Puigdomènech)                     | 3:14     |  |